# Abadô
O abadô (do iorubá “àgbàdo”: "milho"), fubá de milho/amendoin, é um nome comum a dois tipos de comidas rituais votivas (comida oferecido aos orixás) nas religiões afro-brasileiras feitas com farinha de milho ou farinha de amendoim, que são previamente torrados e passado no moinho (moído), e então misturado com farinha de mandioca, sal e também açúcar.
Esta comida ritual é oferecido principalmente aos orixás: Obaluaiê, Oxumarê e, Nanã. Também faz parte da festa anual olubajé. Essa mesma mistura acrescida de mel de abelha é apreciada por Oxum.